# Wilmer Cabrera
Wilmer Cabrera Linares (ur. 15 września 1967 w Cartagenie) – piłkarz kolumbijski grający na pozycji prawego obrońcy lub prawego pomocnika.

## Kariera klubowa
- 1985–1989  Independiente Santa Fe
- 1990–1997  América Cali
- 1997–1998  Boca Juniors
- 1998  Millonarios FC
- 1998  CA Independiente
- 1999  Independiente Santa Fe
- 2000  Deportes Tolima
- 2001–2004  CS Herediano
- 2004–2005  Long Island Rough Riders

Cabrera pochodzi z Cartageny, jednak piłkarską karierę rozpoczynał w Bogocie, w tamtejszym klubie Independiente Santa Fe. W klubie tym zadebiutował w 1985 roku w lidze kolumbijskiej. W Independiente grał przez 5 lat, jednak klub nie potrafił nawiązać do tradycji z lat 60. i 70., kiedy to ostatnimi razy zdobywał mistrzostwo kraju. W 1990 roku Wilmer został piłkarzem Amériki Cali. Już w pierwszym sezonie gry w tym klubie na prawej pomocy wywalczył swoje pierwsze mistrzostwo Kolumbii w karierze. W 1992 roku z drużyną z Cali powtórzył ten sukces, a w 1995 został wicemistrzem kraju. Rok później Cabrera odniósł jeden z największych dotychczasowych sukcesów klubu na arenie międzynarodowej. Dotarł do finału Copa Libertadores (czwarty finał Amériki w historii). Kolumbijski klub w finale nie sprostał jednak argentyńskiemu River Plate (1:0 0:2). Ostatni sukces w barwach Amériki Wilmer osiągnął w 1997 roku, gdy po raz kolejny został mistrzem Copa Mustang.
Jeszcze w trakcie sezonu Cabrera przeszedł do Boca Juniors, jednego z najbardziej utytułowanych klubów w Ameryce Południowej. Nie zrobił tam jednak wielkiej kariery i po krótkim epizodzie wrócił do kraju, tym razem zostając piłkarzem Millonarios FC. Po krótkim pobycie w tym klubie trafił na sezon do argentyńskiego CA Independiente. Po niespełna sezonie wrócił do swojego macierzystego klubu, Independiente Santa Fe, ale znów po roku zmienił klub. Tym razem w styczniu 2000 przeszedł do Deportes Tolima, by w 2001 roku wyjechać do Kostaryki do klubu CS Herediano. W klubie z miasta Heredia spędził 3 lata, ale nie osiągnął znaczących sukcesów. W 2004 roku został zawodnikiem amerykańskiego Long Island Rough Riders, grającym w amatorskiej lidze USL Premier Development League. Grał tam do 2005 roku, razem ze swoim rodakiem Andrésem Estradą i zakończył piłkarską karierę w wieku 38 lat.

## Kariera reprezentacyjna
W 1987 roku Cabrera był członkiem młodzieżowej reprezentacji Kolumbii U-20 na Młodzieżowych Mistrzostwach Świata w Chile. Nie zdobył gola, a Kolumbijczycy odpadli już po fazie grupowej turnieju.
W 1989 roku Cabrera został powołany do pierwszej reprezentacji na turniej Copa América 1989. 7 lipca zadebiutował w kadrze w zremisowanym 0:0 meczu z Brazylią.
W 1990 roku Cabrera został powołany przez selekcjonera Francisco Maturanę na finały Mistrzostw Świata we Włoszech. Tam Cabrera był jedynie rezerwowym i nie zagrał ani minuty, a jego rodacy dotarli do 1/8 finału. 4 lata później brał udział w eliminacjach do Mistrzostw Świata w USA, ale ostatecznie na mundial nie pojechał.
W 1998 roku Wilmer ponownie był w kadrze na mistrzostwa świata, tym razem Mistrzostwa Świata we Francji. W odróżnieniu do mundialu przed 8 laty, tym razem Cabrera był podstawowym zawodnikiem swojej drużyny i rozegrał wszystkie mecze grupowe w pełnym wymiarze czasowym – z Rumunią (0:1), z Tunezją (1:0) oraz z Anglią (0:2). Kolumbia zajęła 3. miejsce i nie wyszła z grupy. Po tym turnieju Cabrera zakończył reprezentacyjną karierę.
Oprócz turnieju Copa América w 1989 roku, Cabrera wziął udział także w czterech innych tego typu turniejach: Copa América 1991 (4. miejsce), Copa América 1993 (3. miejsce), Copa América 1995 (3. miejsce) i Copa América 1997 (1/8 finału).
Łącznie w reprezentacji Kolumbii Wilmer Cabrera rozegrał 48 meczów i zdobył 3 gole.